# Лёдово (Щёлковский район)
Лёдово — деревня в Щёлковском районе Московской области России, входит в состав городского поселения Щёлково. Население — 77 чел. (2010).

## География
Деревня Лёдово расположена на северо-востоке Московской области, в юго-западной части Щёлковского района, на Фряновском шоссе Р110, примерно в 12 км к северо-востоку от Московской кольцевой автодороги и 3 км к юго-западу от одноимённой железнодорожной станции города Щёлково.
В 1,5 км юго-восточнее деревни проходит Щёлковское шоссе А103, в 12 км к северо-западу — Ярославское шоссе М8, в 20 км к северо-востоку — Московское малое кольцо А107, в 2,5 км к северу — пути хордовой линии Мытищи — Фрязево Ярославского направления Московской железной дороги. Ближайшие населённые пункты — посёлок Новый Городок и деревня Серково.
В деревне пять улиц — Вишнёвая, Лесная, Прудная, Слободка и Сосновая, приписаны три садоводческих товарищества (СНТ) и потребительский садоводческий кооператив.
Связана автобусным сообщением с городами Москвой, Фрязино и Щёлково, рабочими посёлками Монино и Фряново.

## Население
| 1852 | 1859 | 1869 | 1926 | 2002 | 2006 | 2010 |
| ---- | ---- | ---- | ---- | ---- | ---- | ---- |
| 54   | ↗63  | ↘50  | ↘39  | ↗55  | ↘32  | ↗77  |

## История
В середине XIX века относилась ко 2-му стану Богородского уезда Московской губернии. В деревне было 8 дворов, крестьян 20 душ мужского пола и 34 души женского.
В «Списке населённых мест» 1862 года — казённая деревня 2-го стана Богородского уезда Московской губернии на Стромынском тракте, в 36 верстах от уездного города и 10 верстах от становой квартиры, при колодце, с 7 дворами и 63 жителями (28 мужчин, 35 женщин).
По данным на 1869 год — деревня Осеевской волости 3-го стана Богородского уезда с 10 дворами, 9 деревянными домами и 50 жителями (23 мужчины, 27 женщин), из которых ни одного грамотного. Имелось 5 лошадей и 1 единица мелкого скота.
В 1913 году — 8 дворов.
По материалам Всесоюзной переписи населения 1926 года — деревня Медвежье-Озёрского сельсовета Щёлковской волости Московского уезда в 2,5 км от Стромынского шоссе и 3,5 км от станции Щёлково Северной железной дороги, проживало 39 жителей (18 мужчин, 21 женщина), насчитывалось 7 крестьянских хозяйств.
С 1929 года — населённый пункт Московской области в составе:
- Жегаловского сельсовета Щёлковского района (1929—1959, 1960—1963, 1965—1994)[16][17][18],
- Жегаловского сельсовета Балашихинского района (1959—1960)[19][20],
- Жегаловского сельсовета Мытищинского укрупнённого сельского района (1963—1965)[21],
- Жегаловского сельского округа Щёлковского района (1994—2006)[18],
- городского поселения Щёлково Щёлковского муниципального района (2006 — н. в.)[22][23].